# Canton de Dreux-Est
Le canton de Dreux-Est est un ancien canton français ayant existé de 1982 à 2015, situé dans le département d'Eure-et-Loir en région Centre-Val de Loire.

## Histoire du découpage cantonal de Dreux

### Conseillers généraux de 1833 à 1973, canton unique de Dreux
Dreux est le chef-lieu d'un unique canton. Les conseillers généraux de ce canton unique sont :
| Période | Période                   | Identité            | Étiquette                                       | Qualité |
| ------- | ------------------------- | ------------------- | ----------------------------------------------- | --- |
| 1833    | 1848                      | Pierre Demonferrand |                                                 | Ancien notaire, Maire de Dreux (1834-1848) |
| 1848    | 1869                      | Jacques Mésirard    |                                                 | Avocat Maire de Dreux (1848-1852) et (1855-1869) |
| 1869    | 1871                      | Eugène Batardon     |                                                 | Maire de Dreux (1869-1870) |
| 1871    | 1886                      | François Thiérée    | Républicain                                     | Manufacturier à Crécy-Couvé |
| 1886    | 1895 (décès)              | Louis Terrier       | CG                                              | Député d'Eure-et-Loir (1889-1895) Ministre d'État (1893) Maire de Dreux (1888-1895) |
| 1895    | 1904                      | Louis Victor Dubois | Progressiste                                    | Président du Tribunal de commerce de Dreux Député d'Eure-et-Loir (1895-1902) Maire de Dreux (1878-1880) (1882-1884) et (1886-1888)                                                                  |
| 1904    | 1941 (démission d'office) | Maurice Viollette   | RRRS (1906-1928) PRS (1928-1930) GD (1930-1939) | Député d'Eure-et-Loir (1902-1919) et (1924-1930) Sénateur d'Eure-et-Loir (1930-1939) Ministre d'État (1936-1938) Président du conseil général d'Eure-et-Loir (1920-1941) Maire de Dreux (1908-1941) |

| Période | Période      | Identité          | Étiquette                                          | Qualité |
| ------- | ------------ | ----------------- | -------------------------------------------------- | --- |
| 1945    | 1960 (décès) | Maurice Viollette | RRRS (1945-1946) UDSR (1946-1951) RRRS (1951-1960) | Député d'Eure-et-Loir (1945-1955) Président du conseil général d'Eure-et-Loir (1945-1960) Maire de Dreux (1945-1959) |
| 1960    | 1967         | Georges Rastel    | UDSR                                               | Trésorier-payeur général Député d'Eure-et-Loir (1951) Maire de Dreux (1959-1965)                                     |
| 1967    | 1973         | Maurice Legendre  | PS                                                 | Député d'Eure-et-Loir (1973-1978) Maire de Vernouillet (1953-1998)                                                   |

### Conseillers d'arrondissement du canton de Dreux (de 1833 à 1940)
Le canton de Dreux avait deux conseillers d'arrondissement.
| Période                                  | Période      | Identité                                      | Étiquette | Qualité |
| ---------------------------------------- | ------------ | --------------------------------------------- | --------- | --- |
| 1833                                     | 1845         | Jacques Égasse                                |           | Receveur municipal (ville et hospice) à Dreux                                                               |
| 1833                                     | 1839         | Adolphe Édouard Maréchal (1804-1858)          |           | Médecin, adjoint au maire de Dreux                                                                          |
| 1839                                     | 1848         | Auguste Edme Caillé de Saint-Père (1801-1857) |           | Juge d'instruction à Dreux                                                                                  |
| 1845                                     | 1848         | Adolphe Édouard Maréchal                      |           | Médecin, adjoint au maire de Dreux                                                                          |
|                                          |              |                                               |           | |
| av.1887                                  |              | Émile Fortin                                  |           | Ingénieur-constructeur à Dreux                                                                              |
|                                          |              |                                               |           | |
|                                          | 1899 (décès) | Charles Bonnet                                |           | Pharmacien, maire de Dreux de 1895 à 1899                                                                   |
|                                          |              |                                               |           | |
| 18 déc. 1910                             | 1921 (décès) | Émile Prodhomme                               | Radical   | Vétérinaire, adjoint au maire de Dreux                                                                      |
| 1919                                     | 1926 (décès) | François Omer                                 | Radical   | |
| 1921                                     |              | Lucien Scordel (1854-1937)                    | Radical   | Militaire, adjoint au maire de Dreux                                                                        |
| 1925                                     | 1926         | M. François                                   |           | |
| 1926                                     | 1931         | Robert Gascon                                 | Radical   | Maire de Crécy-Couvé                                                                                        |
| 1931                                     |              | Henri Prunier                                 | Radical   | Maire de Germainville                                                                                       |
| 1940                                     |              |                                               |           | Les conseils d'arrondissement ont été suspendus par la loi du 12 octobre 1940 et n'ont jamais été réactivés |
| Les données manquantes sont à compléter. |              |                                               |           | |

### De juillet 1973 à janvier 1982, les deux cantons de Dreux
Le canton de Dreux est fractionné en deux cantons :
- Le canton de Dreux-Nord-Est

Le conseiller général de l'ancien canton de Dreux-Nord-Est pendant cette période est :
| Période | Période | Identité     | Étiquette | Qualité                                                        |
| ------- | ------- | ------------ | --------- | -------------------------------------------------------------- |
| 1973    | 1982    | Jean Cauchon | CD        | Sénateur d'Eure-et-Loir (1971-1989) Maire de Dreux (1965-1977) |

- Le canton de Dreux-Sud-Ouest

Le conseiller général de l'ancien canton de Dreux-Sud-Ouest pendant cette période est :
| Période | Période | Identité         | Étiquette | Qualité                                                            |
| ------- | ------- | ---------------- | --------- | ------------------------------------------------------------------ |
| 1973    | 1982    | Maurice Legendre | PS        | Député d'Eure-et-Loir (1973-1978) Maire de Vernouillet (1953-1998) |

### De janvier 1982 à mars 2015, les trois cantons de Dreux
Les deux cantons de Dreux sont réorganisés en trois cantons :
- Le canton de Dreux-Est
- Le canton de Dreux-Ouest
- Le canton de Dreux-Sud

### Depuis mars 2015, deux nouveaux cantons à Dreux
Dreux est le bureau centralisateur de deux cantons :
- Le canton de Dreux-1
- Le canton de Dreux-2

## Représentation de 1982 à 2015
| Période | Période | Identité           | Étiquette        | Qualité |
| ------- | ------- | ------------------ | ---------------- | --- |
| 1982    | 2008    | Michel Lethuillier | RPR-UMP puis DLF | Chef d'entreprise Maire de Cherisy depuis 1977 Vice-président de l'Agglo du Pays de Dreux (Finances) Suppléant du député Martial Taugourdeau (1988-1993) |
| 2008    | 2015    | Alain Fillon       | PS               | Professeur Maire de Luray (1983-2020) Vice-président de l'agglo du Pays de Dreux (Eau-Assainissement-Centre de Tri)                                      |

### Tendances politique et résultats
Les résultats des deuxièmes tours des élections cantonales suivantes sont :
- Élections cantonales de 2008[4] : Alain Fillon (PS) 45,63 %, Tayeb Touazi (UMP) 32,51 %, Michel Lethuillier (DLF) 21,87 %, Participation : 54,16 %.
- Élections cantonales de 2001 : Michel Lethuillier (RPR) 50,76 %, Alain Fillon (PS) 49,24 %, Participation : 41,17 %.

## Composition

### De 1833 à 1973: canton de Dreux
Communes de :
- Dreux
- Allainville
- Aunay-sous-Crécy
- Boissy-en-Drouais
- La Chapelle-Forainvilliers
- Charpont
- Cherisy
- Crécy-Couvé
- Écluzelles
- Garancières
- Garnay
- Germainville
- Louvilliers-en-Drouais
- Luray
- Marville-Moutiers-Brûlé
- Mézières-en-Drouais
- Montreuil
- Ouerre
- Saint-Denis-de-Moronval
- Saulnières
- Tréon
- Vernouillet
- Vert-en-Drouais

### De 1973 à 2015: canton de Dreux-Est
Le canton de Dreux-Est regroupait dix communes et comptait 22 100 habitants (recensement de 2012).
| Communes                           | Population (2012) | Code postal | Code Insee |
| ---------------------------------- | ----------------- | ----------- | ---------- |
| La Chapelle-Forainvilliers         | 180               | 28500       | 28076      |
| Charpont                           | 547               | 28500       | 28082      |
| Cherisy                            | 1 839             | 28500       | 28098      |
| Dreux (fraction est de la commune) | 31 195            | 28100       | 28134      |
| Écluzelles                         | 172               | 28500       | 28136      |
| Germainville                       | 309               | 28500       | 28178      |
| Luray                              | 1 591             | 28500       | 28223      |
| Mézières-en-Drouais                | 1 059             | 28500       | 28251      |
| Ouerre                             | 673               | 28500       | 28292      |
| Sainte-Gemme-Moronval              | 1 061             | 28500       | 28332      |

## Démographie
| 1982 | 1990   | 1999   | 2006   | 2011   | 2012   |
| ---- | ------ | ------ | ------ | ------ | ------ |
| -    | 22 304 | 20 951 | 21 568 | 21 494 | 22 100 |